# Poschiavino
Il Poschiavino (Pus'ciavin in lombardo) è un fiume a regime torrentizio passante nel Canton Grigioni e in Lombardia.

## Descrizione
Esso è lungo 27 km, gli ultimi 3 dei quali scorrono in territorio italiano. Nasce nelle Alpi Retiche nei pressi della Forcola di Livigno (Val Laguné) a 2260 m s.l.m. e percorre la Valposchiavo. Forma il lago di Poschiavo nelle vicinanze di Le Prese e passa da Brusio e superata la località Campocologno entra in Italia, confluendo da destra nell'Adda vicino a Tirano (SO).

## Galleria d'immagini

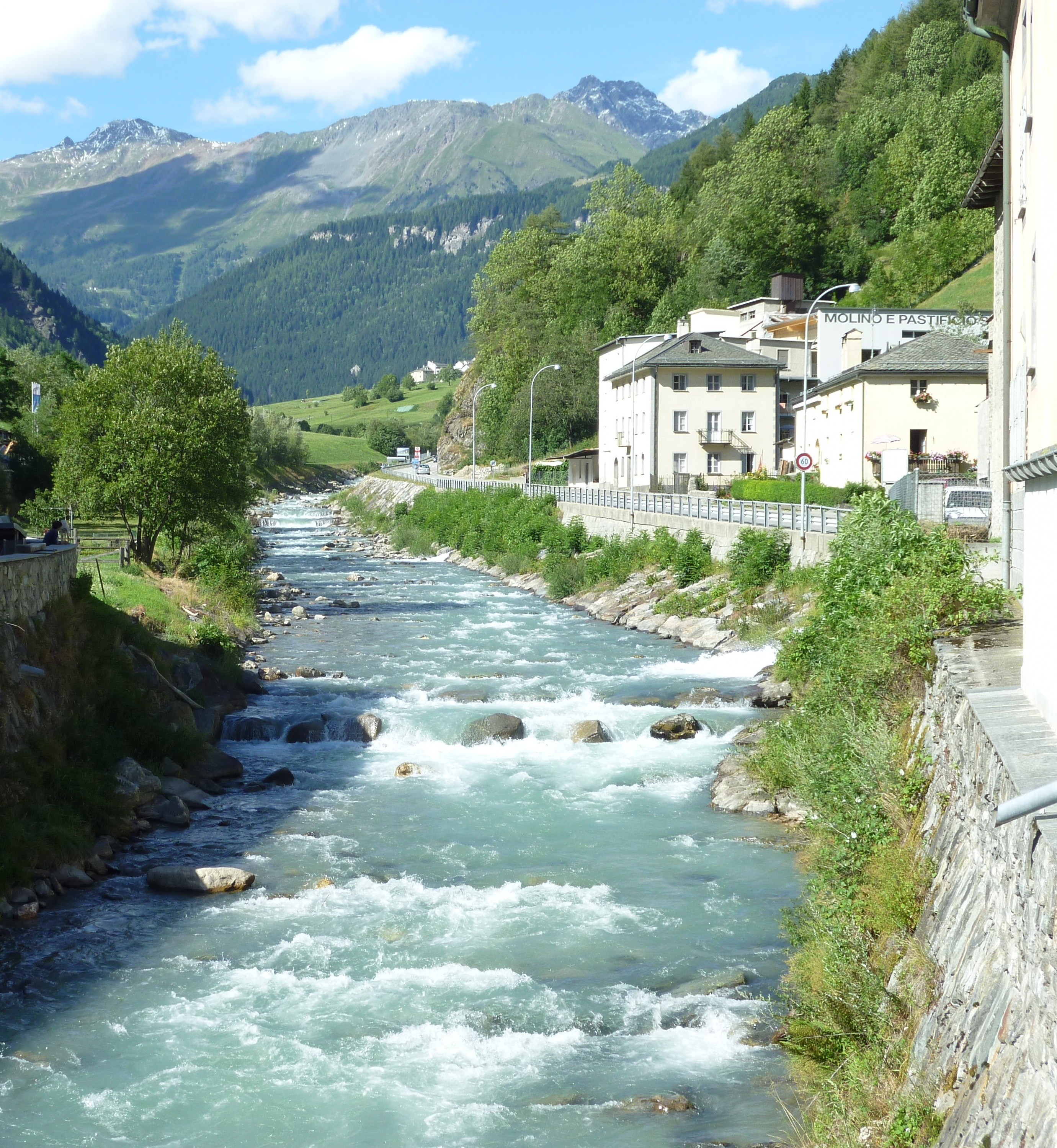
Il Poschiavino
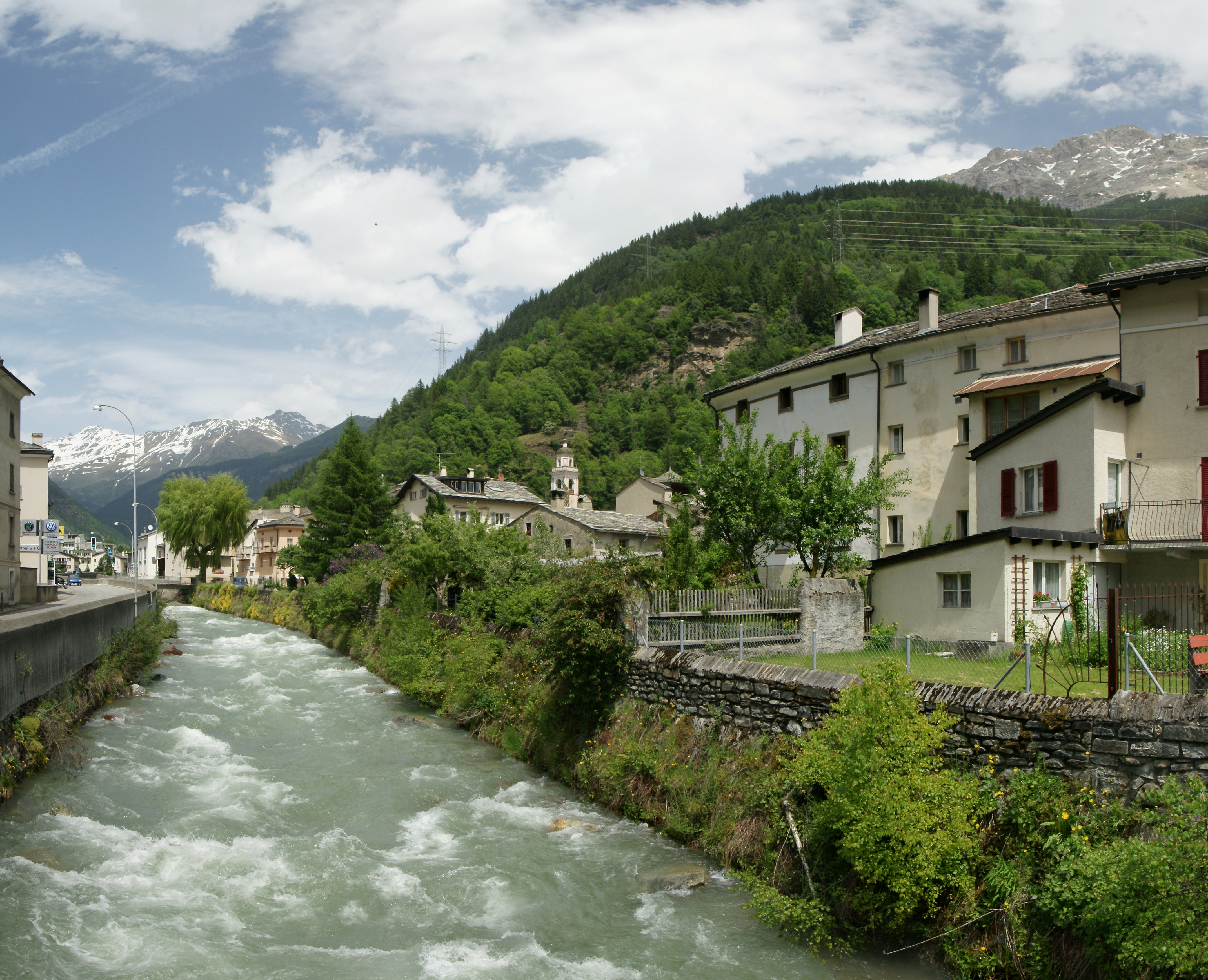
Il Poschiavino a Poschiavo